# Andrzej Jerzy Kozłowski
Andrzej J. Kozłowski – polski menedżer i ekonomista. W latach 2018–2024 prezes Zarządu Emitel, od stycznia 2025 Dyrektor Zarządzający Sanoma Learning w Polsce oraz Prezes Zarządu Nowa Era.

## Życiorys
Ukończył studia licencjackie na Wyższej Szkole Biznesu – National Louis University w Nowym Sączu na kierunku „zarządzanie i marketing”. Ukończył również studia Master of Business Administration na Maastricht School of Management.
Po studiach rozpoczął karierę międzynarodową pracując jako konsultant w American Management Systems. Realizował projekty dla operatorów telekomunikacyjnych w Portugalii, Niemczech oraz USA. Następnie pracował m.in. w Grupie Telekomunikacja Polska a w latach 2009–2017  jako dyrektor wykonawczy ds. strategii i zarządzania projektami w PKN Orlen. Pełnił też stanowiska zarządcze w spółkach zależnych Orlenu na Litwie, w Czechach i Kanadzie. W latach 2013-2017 zasiadał w zarządzie czeskiego Orlen Unipetrol.
Od 1 stycznia 2018 do 31 grudnia 2024 zasiadał w zarządzie spółki Emitel, gdzie zajmował stanowisko Prezesa Zarządu oraz Dyrektora Generalnego. Za jego kadencji spółka z powodzeniem zrealizowała m.in. złożony projekt uwolnienia pasma 700 MHz oraz zmiany standardu nadawania telewizji naziemnej w Polsce. W 2020 realizował także projekt oferty publicznej na GPW, ostatecznie spółka nie zadebiutowała na giełdzie a w 2022 została przejęta przez brytyjski fundusz Cordiant.
W październiku 2024 roku ogłoszono, że z końcem roku odejdzie z zarządu spółki (pozostając w jej radzie nadzorczej), aby objąć stanowisko prezesa fińskiej spółki edukacyjnej Sanoma Learning. 

### Pozostała działalność
Zasiada w radzie programowej konferencji HorizonCEE, jest członkiem Polsko-Amerykańskiej Izby Gospodarczej. Jest członkiem Kapituły Zwolnionych z Teorii, od 2018 jest członkiem a w latach 2020–2022 był Prezesem Rady Fundacji Wspierania Rozwoju Radiokomunikacji i Technik Multimedialnych przy Politechnice Warszawskiej. Jest także członkiem Rady Doradczej Atlantic Council of the United States w Polsce, amerykańskiego think tanku. Od 2020 roku należy do Rady Interesariuszy Wydziału Nauk Politycznych i Studiów Międzynarodowych na Uniwersytecie Warszawskim.
Publikował teksty na łamach Rzeczpospolitej, Dziennika Gazeta Prawna oraz Pulsu Biznesu.

## Życie prywatne
Jest żonaty, ma dwójkę dzieci.

## Odznaczenia
W 2018 otrzymał nagrodę Wektor od najstarszej organizacji zrzeszającą pracodawców w Polsce Pracodawcy RP za "wdrażanie innowacyjnych rozwiązań Internetu Wszechrzeczy celem budowy polskich Smart Cities". Za rozwój usług dla inteligentnych miast w oparciu o technologie internetu rzeczy otrzymał w 2021 nagrodę Złotego Cyborga przyznawaną przez sekcję KEiT Państwowej Akademii Nauk. 
11 listopada 2024 roku z okazji Narodowego Święta Niepodległości na wniosek Zarządu Fundacji Wspierania Rozwoju Radiokomunikacji i Technik Multimedialnych, z okazji 25-lecia działalności Fundacji, został odznaczony Krzyżem Kawalerskim Orderu Odrodzenia Polski przez Prezydenta Rzeczypospolitej Polskiej Andrzeja Dudę.